# Unione Sportiva Mestrina 1959-1960
Questa voce raccoglie le informazioni riguardanti l'Unione Sportiva Mestrina nelle competizioni ufficiali della stagione 1959-1960.

## Rosa
| N. |                   | Ruolo | Calciatore         |
| -- | ----------------- | ----- | ------------------ |
|    | Italia (bandiera) | D     | Paolo Ambrosini    |
|    | Italia (bandiera) | A     | Angelo Bellemo     |
|    | Italia (bandiera) | D     | Enrico Bertelli    |
|    | Italia (bandiera) | A     | Antonio Berto      |
|    | Italia (bandiera) | A     | Gianni Bobbo       |
|    | Italia (bandiera) | C     | Rino Bon           |
|    | Italia (bandiera) | C     | Battista Buizza    |
|    | Italia (bandiera) | A     | Busso              |
|    | Italia (bandiera) | A     | Renato Campanini   |
|    | Italia (bandiera) | D     | Danilo Campanarin  |
|    | Italia (bandiera) | C     | Pietro Chiappin    |
|    | Italia (bandiera) | D     | Giorgio Costantini |

| N. |                   | Ruolo | Calciatore            |
| -- | ----------------- | ----- | --------------------- |
|    | Italia (bandiera) | A     | Gianni De Poli        |
|    | Italia (bandiera) | C     | Alberto Ferrarese     |
|    | Italia (bandiera) |       | Galvanin              |
|    | Italia (bandiera) | A     | Guglielmo Ghirardello |
|    | Italia (bandiera) | C     | Claudio Govoni        |
|    | Italia (bandiera) | P     | Mario Liberalato      |
|    | Italia (bandiera) | C     | Romano Mialich        |
|    | Italia (bandiera) | A     | Mario Nichele         |
|    | Italia (bandiera) | P     | Francesco Rettore     |
|    | Italia (bandiera) | C     | Angelo Spanio         |
|    | Italia (bandiera) | D     | Carlo Vaccari         |